# ボーテル
ボーテル (botel) は、ホテルないしホステルとして利用されている船。この言葉は、「ボート」と「ホテル」から合成されたかばん語である。
ボーテルは、小さなものから大きなものまであり、最初からボーテルとして建造されたパーパス・ビルトのものもあれば、小型船やその他の船、さらに大型船を改装したものもある。恒久的に係留されているものや、陸上に固定されているものもあれば、毎年特定の時期には旅客を乗せて就航するものもある。

## 日本語における含意
日本語では、「ボーテル」は、「ヨットハーバーに付帯している宿泊施設」、「桟橋が設けられた水辺のホテル」などと説明されたり、ホテル同様の設備を備えた船を意味する言葉と説明されることがある。
もともと客船ないし貨客船であったものを係留、ないし、固定して宿泊施設として使用する例としては、1961年から1973年までユースホステルであった氷川丸や、1970年から1999年までホテルとして営業したスカンジナビアなどが知られている。しかし、こうした比較的大型の船について「ボーテル」として言及した例は乏しい。

## 画像

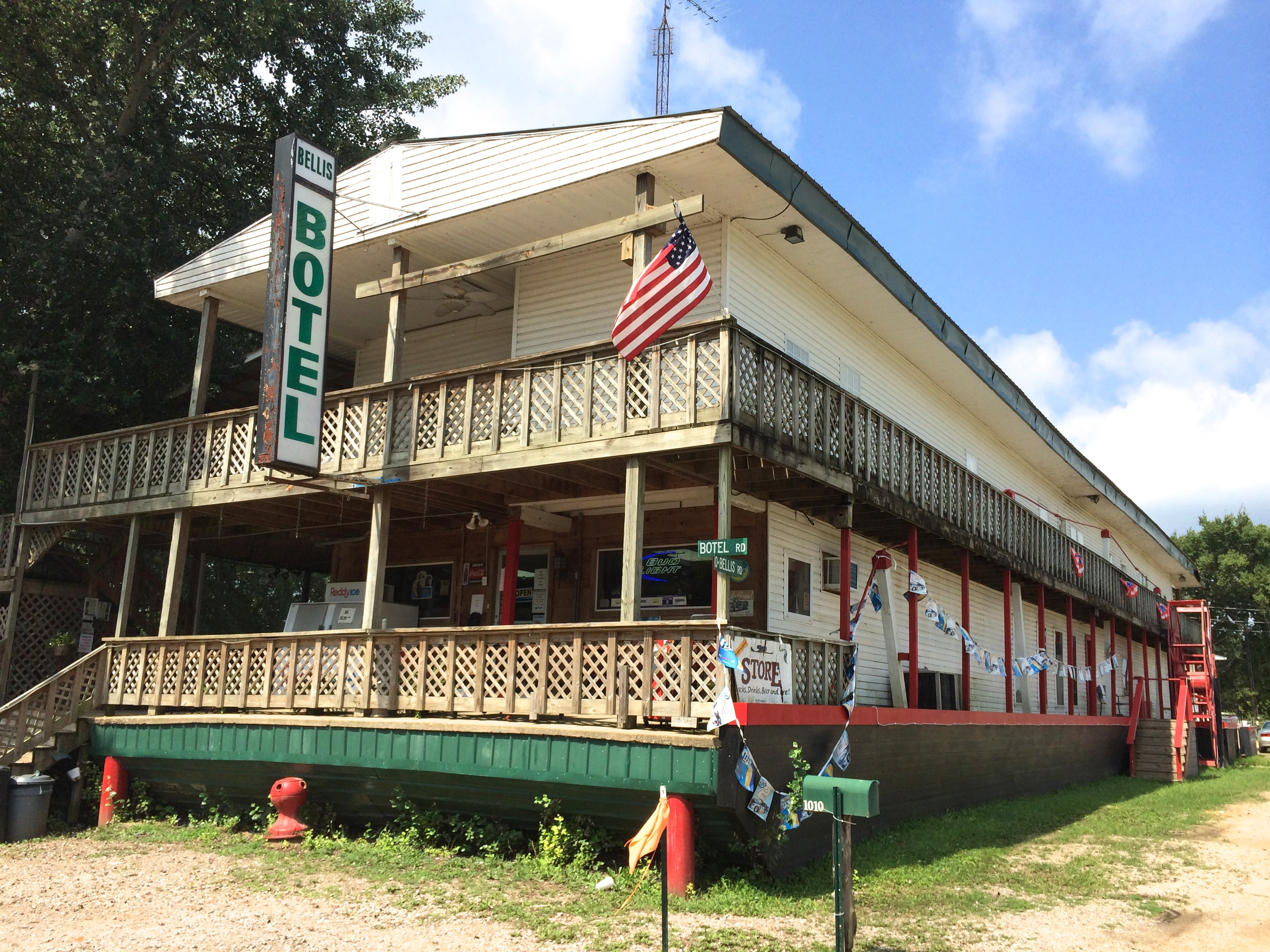
テネシー州ハーディン郡のピックウィック・ランディング（英語版）にあるベリス・ボーテル (Bellis Botel)。
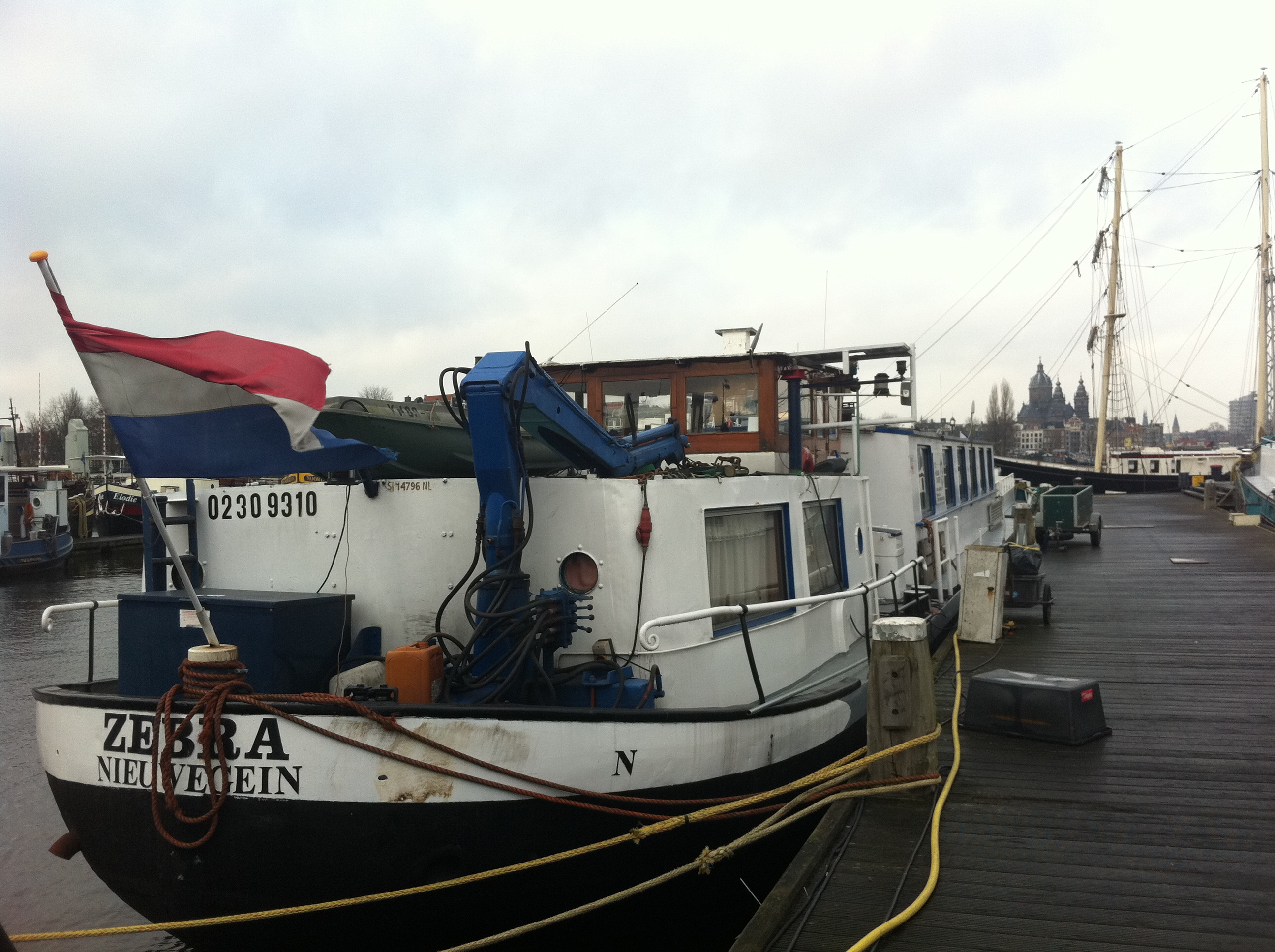
アムステルダムのボーテル、ゼブラ (Zebra)。
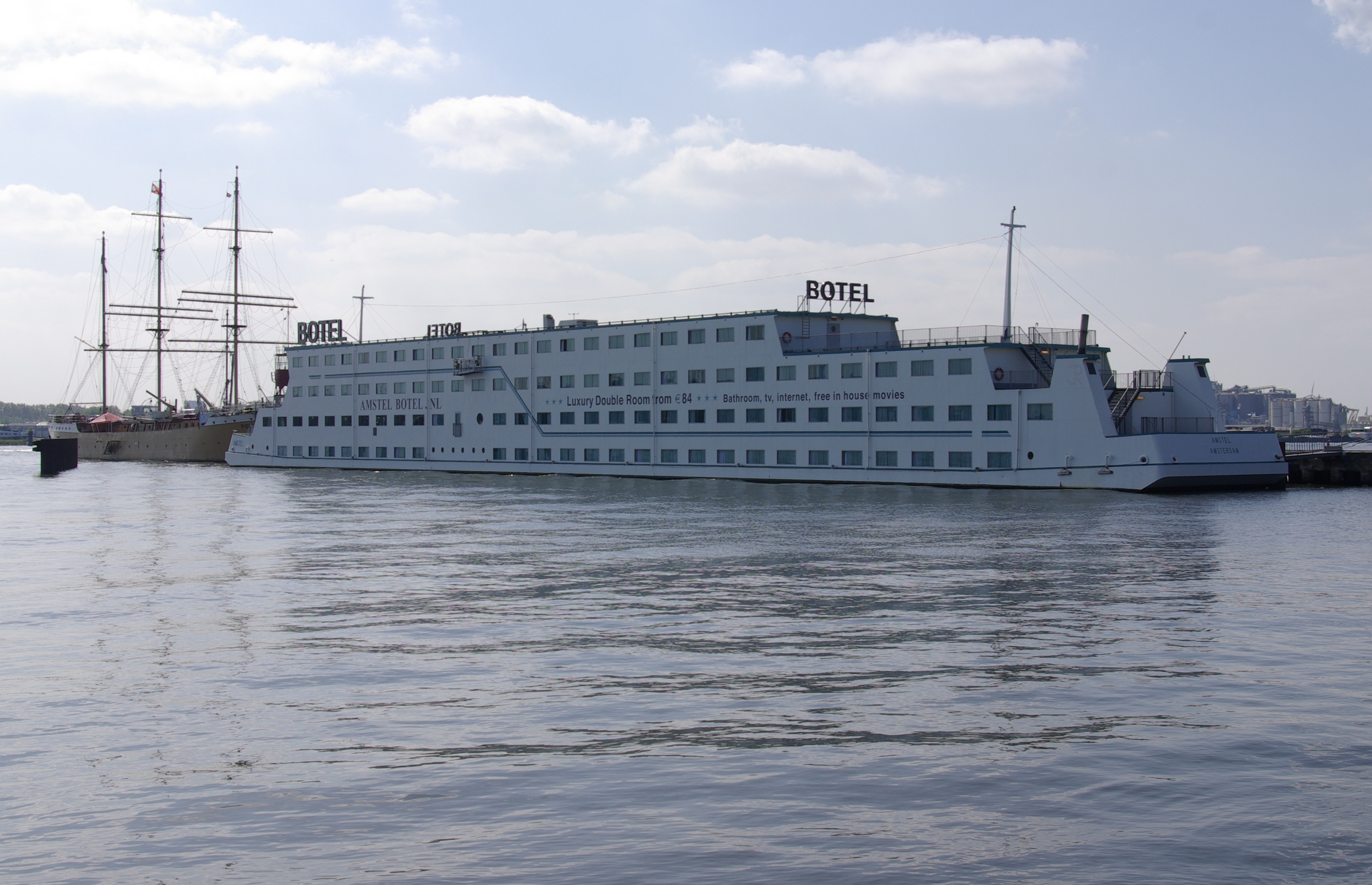
アムステルダムのアムステル・ボーテル (Amstel Botel)。